# 야마나카 료스케
야마나카 료스케(일본어: 山中 亮輔, 1993년 4월 20일 ~ )는 일본의 축구 선수이다.

## 구단 경력
그는 2012년부터 J리그의 가시와 레이솔, 제프 유나이티드 지바, 요코하마 F. 마리노스, 우라와 레즈, 세레소 오사카에서 뛰었다.

## 국가대표팀 경력
그는 2013년 AFC U-22 축구 선수권 대회, 2014년 아시안 게임에 출전했다. 2016년 AFC U-23 축구 선수권 대회에 참가할 일본 U-23 국가대표팀에 발탁되었으며, 우승에 기여했다.
2018년 11월 20일 키르기스스탄과의 경기에서 일본 국가대표팀에 데뷔, 전반 2분 선제골을 넣었다. 그는 2019년까지 국제 A매치 통산 2경기에 출전, 1득점을 넣었다.

## 통계
| 일본 | 일본 | 일본 |
| 연도 | 출전 | 득점 |
| ---- | ---- | ---- |
| 2018 | 1    | 1    |
| 2019 | 1    | 0    |
| 통산 | 2    | 1    |